# Brachina

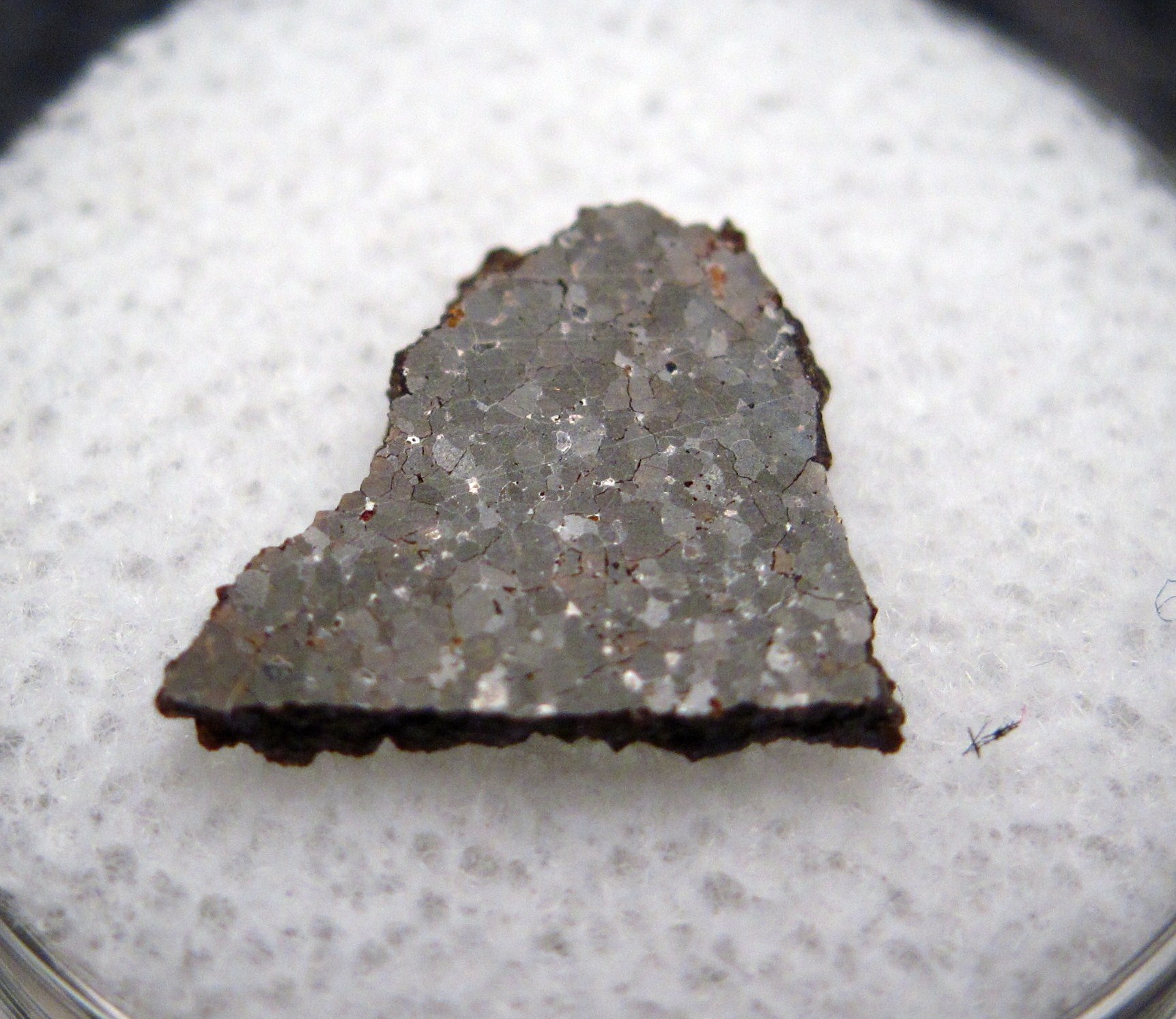
Ejemplar del meteorito Brachina.

El meteorito Brachina es un meteorito perteneciente a las brachinitas.

## Descubrimiento y nombreamiento
El meteorito lleva el nombre de la ciudad de Brachina en el sur de Australia. Dos fragmentos (un total de 200 g) fueron encontrados por B.M. Eves en 31°18′00″S 138°22′59″E / -31.3, 138.383 el 26 de mayo de 1974.

## Descripción
La composición mineral del meteorito de Brachina es olivino (80%), plagioclasa (10%), clinopiroxeno (5.5%), sulfuro de hierro (3%), cromita (0.5%), clorapatita (0.5%) y pentlandita (0.3%) ) y trazas de hierro meteórico. Las inclusiones de fusión consisten en vidrio con ortopiroxeno y anortoclasa. La composición química y mineralógica es similar al meteorito de Chassigny, pero los oligoelementos son fundamentalmente diferentes.

## Cuerpo parental
Las inclusiones de fusión indican que hubo procesos de fusión activos en el cuerpo parental de la brachinita.

## Clasificación
El meteorito fue clasificado como chassignita en 1978, pero en 1983 el análisis de elementos traza mostró que el meteorito de Brachina era diferente al de Chassigny. Por lo tanto, se propuso que el meteorito debería ser de una nueva clase de meteorito, las brachinitas. Esta clasificación ha permanecido válida desde entonces.